# Scapteriscus variegatus
Scapteriscus variegatus is een rechtvleugelig insect uit de familie veenmollen (Gryllotalpidae). De wetenschappelijke naam van deze soort is voor het eerst geldig gepubliceerd in 1838 door Burmeister.